# 中部フランク王国

中部フランク王国
Francia media

843年

中部フランク王国（ちゅうぶフランクおうこく、独: Mittelreich、仏: Francie médiane）は、ヴェルダン条約によるフランク王国の分裂によって、東フランク王国と西フランク王国の中間に、カール大帝の孫で神聖ローマ皇帝の称号を持つロタール1世の領土として建てられた王国である。中フランク王国、ロタール王国、ロタール領、ロタールの国と呼ぶこともある。
843年のヴェルダン条約によって国土は、イタリア、ブルゴーニュ、プロヴァンス、西アウストラシアに及んだ。領土が入り組んだ形になったのは重要拠点を中部フランク王国が取得したからであるが、その諸民族を統率するべき歴史的、民族的、あるいは地理的一体性もない人為的な建国で、その維持は困難であった。855年のロタール1世の死後、遺領は息子たちがプリュム条約に基づきこれをロタリンギア、プロヴァンスおよびイタリアに3分して治め、870年メルセン条約で、それぞれ東フランク王国（国王ルートヴィヒ2世）、西フランク王国（国王シャルル2世）、イタリア王国（国王ロドヴィコ2世）に割譲された。

## 国王
- ロタール1世（中部フランク王在位：843年 - 855年、神聖ローマ皇帝在位：840年 - 855年）
- ロドヴィコ2世（ロタール1世の長子 イタリア王 兼 神聖ローマ皇帝在位：855年 - 875年）
- ロタール2世（ロタール1世の次子 ロタリンギア王在位：855年 - 869年）
- シャルル（ロタール1世の末子 プロヴァンス王在位：855年 - 863年）